# Зарівна Теодозія Петрівна
Теодозія Петрівна Зарівна (нар. 22 червня 1951, с. Ридодуби, Україна) — українська письменниця, театрознавиця, журналістка. Член НСПУ (1991).

## Життєпис
Теодозія Зарівна народилася 22 червня 1951 року Чортківського району Тернопільської області України.
Закінчила філологічний факультет Львівського університету (1973), Київського театрального інституту ім. І.Карпенка-Карого(1979, нині університет театру, кіно і телебачення).
Від 1973 року — працювала вчителькою у селах Джурин і Джуринська Слобідка Чортківського району; від 1979 року — завідувачка репертуарної частини Київського академічного драматичного театру ім. І. Франка; від 1993 року — коментаторка, старша редакторка Національної телерадіокомпанії України.
Від 2014 року — головна редакторка журналу «Київ».

## Творчість
Авторка і ведуча багатьох циклових літературних та культурологічних програм («Літературна студія», «Основа», «Спочатку було слово», «Не хлібом єдиним…» тощо).
Учасниця міжнародних літературних фестивалів: Бішкек (2008), Софія (2013), Кишинів (2014), Кременець (2014), Брно-Оломоуц-Прага (2016), Познань (2016, 2017, 2018, 2019, 2020, 2021, 2022), Вільнюс (2017) та міжнародної наукової конференції у Брно (2015), Січан (2019).
Переклала для київських театрів п'єси Артура Міллера («Всі мої сини»), Браяна Фріла («Танці на Луназу», «Переклади»), Дональда Черчілла («Декоратор»), Вєслава Мисливського («Реквієм для господині»), Душана Ковачевича («Радован ІІІ»).
Переклала книгу поезій Джіді Мадзя «Вогонь і слова» (2020) а також вірші більше сорока польських поетів.
Її твори перекладалися на англійську, німецьку, португальську, іспанську, македонську, польську, чеську, румунську, грецьку, італійську, бенгальську. Друкувалися у часописах: The Poem, New Humanist (Британія), Odra, Galeria, Gazeta wyborcza, Pisarze.pl, Gazeta kulturalna, Metafora, Protokoł kulturalny, Krytyka literacka, Studia ukrainica posnaniensia (Польща), Znad Wilii (Литва), Actualitatea literara (Румунія), Revista Kametsa (Перу), The Leipcig Glocal (Німеччина), PoetIx, Dekata, Peri ou (Греція), L'age d′or (Італія), Литературен свят (Болгарія), Синтези, Современи дијалози (Македонія), Сontrafort, Poesis internațional (Румунія), Poesia viva (Бразилія), Setkani, Ukrajinistika: minulost, přítomnost, budoucnost (Чехія), Shabdagugchha (Бенгалі-США), Slovenske pohlady (Словаччина), в антологіях англійською, французькою, німецькою, молдавською та болгарською мовами.
Твори
поезії:
- «Мить і вічність» (1986),
- «Дійство на крузі» (1991),
- «Сторож покинутого краю» (1997),
- «Сторож покинутого раю» (1997),
- «З вітчизною у гербі» (2004),
- «Провінційні розмисли» (2009),
- «З попелу і металу» (2011),
- «Poesias» (Бразилія, 2016),
- «Земля семи вітрів» (2020),
- «Ziemia siedmiu wiatrόw» (Польща, 2022).

книги оповідань:
- «Сходження на Кайзервальд» (Видавництво Старого Лева, 2017)[3]

п'єси:
- «Тринадцята жінка»
- «Театр» (переклад та інсценізація за мотивами однойменного роману С. Моема)

романи:
- «Каміння, що росте крізь нас» (1999)
- «Солом'яний вирій» (2001)
- «Вербовая дощечка» (2008)
- «Полювання на птахів небесних» (2014)
- «Мовчання цезію» (2022)
- Роман «Milczenie cezu» польською у перекладі Богдана Задури. «Towarzystwo Galeria Literacka», Częstochowa, 2024

повісті:
- «Дівчина з черешні» (2003)
- «Озеро в тумані» (2006)
- «Записи на подолку» (2010)

документальні фільми:
- «Собор»
- «Повернення Ольжича»
- «Два життя Ірини Вільде»
- «Дорога В′ячеслава Чорновола»
- «Козацькому роду нема переводу… О.Ільченко»
- «Орфей з Мар′янівки»
- «Фатальна жінка Марко Вовчок»
- «Обличчя свободи».

упорядник антологій журналу «Київ»:
- Антологія оповідань «Замовляння крові» (2017),
- Антологія поезії «Ущільнений простір» (2017).

## Відзнаки
- Літературна премія імені Василя Симоненка НСПУ 1992 року — за книгу віршів «Дійство на крузі».
- «Сторож покинутого раю» — найкраща поетична книга 1997 року за рейтингом журналу «Слово і час».
- Перша премія журналу «Березіль» 1999 року — за роман «Каміння, що росте крізь нас…».
- Друга премія журналу «Березіль» 2001 року — за роман «Солом′яний вирій».
- Премія журналу «Кур′єр Кривбасу» 2003 року — за повість «Дівчинка з черешні».
- Літературна премія імені Бориса Нечерди 2004 року — за книгу віршів «З вітчизною у гербі».
- Перша премія журналу «Березіль» 2004 року — за роман «Полювання на птахів небесних».
- Третя премія журналу «Березіль» 2006 року — за повість «Озеро в тумані».
- Премія журналу «Кур′єр Кривбасу» 2006 року — за «Провінційні розмисли».
- Роман «Вербовая дощечка» увійшов у топ-трійку найкращих книг 2008 року за рейтингом «ЛітАкценту».
- Премія імені Володимира Свідзинського 2010 року — за книгу віршів «Провінційні розмисли».
- Роман «Полювання на птахів небесних» увійшов у десятку найкращих книг року за рейтингом «Книжка року-2014».
- Премія імені Дмитра Нитченка 2014 року — за популяризацію української літератури на телебаченні та в інших засобах масової інформації.
- Премія «Ярославів вал» 2015 року — за роман Полювання на птахів небесних.
- Роман «Мовчання цезію» увійшов у топ-дев′ятку кращих книг прози 2022 за рейтингом Українського ПЕН та топ-десятку лідерів у прозі за рейтингом «Книга року-2022».
- Премія «Władysław» (Польща, 2019). За літературний доробок, перекладацьку діяльність та участь у польсько-українському партнерстві.
- Премія Feniks im. Tadeusza Micińskiego (Польща, 2022). За літературну творчість.